# Гнилуши (Долгопрудный)
Гнилу́ши — упразднённая деревня в Московской области. С 1963 года в составе города Долгопрудный. Топоним сохранился в названии остановки общественного транспорта на Лихачёвском шоссе.
Деревня Гнилуши располагалась южнее села Лихачёво. Получила своё название от речки, некогда протекавшей рядом с деревней.

## История
Появилась в XVIII веке, при отделении 28 дворов от села Старбеево. Приписывалась к приходу Лихачёвского Храма Георгия Победоносца.
В 1852 году владельцем села Старбеева и деревни Гнилуши значился князь Александр Дмитриевич Львов, статский советник, потомок Рюриковичей в 30 колене, первым организовавший в России пожарную охрану.
Именно при нём проходила в этой местности крестьянская реформа 1861 года, тогда в Гнилушах числилось 24 крестьянских двора и 85 ревизских душ.
После крестьянской реформы в Гнилушах быстро шло дробление семей разделами. В 1882 году здесь уже числилось 37 домохозяев. Наряду с этим, налог был так велик, а доход от земледелия так низок, что все доходы крестьян уходили на покрытие налогов. Кормиться приходилось за счет промыслов.
С приходом Советской власти разросшееся к тому времени село Старбеево и деревня Гнилуши были объединены в село Старбеево-Гнилуши.
В 1930 году сорок три из шестидесяти двух дворов села объединились в колхоз, который немного позднее, слился с соседними колхозами, образуя одно большое хозяйственное объединение. Население потянулось к знаниям, была открыта школа.
Построенный к 1934 году участок «Глубокая выемка» канала имени Москвы, вновь разделил село. Старбеево и Гнилуши оказались по разные берега канала.
К 1950 годам деревня Гнилуши окончательно пришла в упадок. Оставшиеся дома деревни были отписаны к селу Лихачёво.
В 1963 году территория Гнилуш вошла в состав города Долгопрудного.
В 2010 году вся историческая территория бывшей деревни была застроена таунхаусами.